# Мирени (Васлуј)
Мирени (рум. Mireni) насеље је у Румунији у округу Васлуј у општини Коројешти. Oпштина се налази на надморској висини од 174 m.

## Становништво
Према подацима из 2002. године у насељу је живело 522 становника, од којих су сви румунске националности.